# 勝民子
勝 民子（かつ たみこ、1821年3月16日（文政4年2月13日） - 1905年（明治38年）5月23日）は、江戸時代末期から明治時代の女性。勝海舟の正妻。薪炭商兼質屋・砥目家の娘。元深川の芸者との説あり。

## 略伝
勝の妾とその子供たちと同居であったが、民子は異腹の9人の子供を分け隔てなく可愛がり、屋敷の人々から「おたみさま」と呼ばれて慕われた。
民子は遺言で「勝のそばに埋めてくださるな。わたしは小鹿のそばがいい」と言い残したが、遺言の希望は聞き入れられず、養子の精の一存で海舟の隣に葬られた。法号は大慈院殿妙海日深大姉。

## 子女
- 長女：内田夢（1846年 - ?） - 内田誠故と結婚[3]
- 次女：疋田孝子（1849年 - ?） - 疋田正善と結婚[3]
- 長男：小鹿（1852年 - 1892年）
- 次男：四郎（1854年 - 1866年）[4]